# Kopljare
Kopljare (izvirno srbsko Копљаре) je naselje v Srbiji, ki upravno spada pod Občino Aranđelovac; slednja pa je del Šumadijskega upravnega okraja.

## Demografija
V naselju živi 812 polnoletnih prebivalcev, pri čemer je njihova povprečna starost 41,7 let (40,3 pri moških in 43,3 pri ženskah). Naselje ima 274 gospodinjstev, pri čemer je povprečno število članov na gospodinjstvo 3,74.
To naselje je, glede na rezultate popisa iz leta 2002, skoraj popolnoma srbsko, a v času zadnjih treh popisov je opazno zmanjšanje števila prebivalcev.
|  |

| Demografija | Demografija     | Demografija     |
| Leto        | Št. prebivalcev | Št. prebivalcev |
| ----------- | --------------- | --------------- |
|             |                 |                 |
|             |                 |                 |
|             |                 |                 |
|             |                 |                 |
| 1948        | 1364            |                 |
| 1953        | 1344            |                 |
| 1961        | 1296            |                 |
| 1971        | 1205            |                 |
| 1981        | 1150            |                 |
| 1991        | 1030            | 1017            |
| 2002        | 1029            | 1024            |
|             |                 |                 |

| Etnična sestava po popisu iz leta 2002 | Etnična sestava po popisu iz leta 2002 | Etnična sestava po popisu iz leta 2002 | Etnična sestava po popisu iz leta 2002 | Etnična sestava po popisu iz leta 2002 |
| -------------------------------------- | -------------------------------------- | -------------------------------------- | -------------------------------------- | -------------------------------------- |
| Srbi                                   | Srbi                                   |                                        | 1.014                                  | 99,02%                                 |
| Črnogorci                              | Črnogorci                              |                                        | 5                                      | 0,48%                                  |
| Hrvati                                 | Hrvati                                 |                                        | 1                                      | 0,09%                                  |
| Slovenci                               | Slovenci                               |                                        | 1                                      | 0,09%                                  |
| Jugoslovani                            | Jugoslovani                            |                                        | 1                                      | 0,09%                                  |
| Neznano                                | Neznano                                |                                        | 1                                      | 0,09%                                  |